# Anatolii Goldberg
Pour les articles homonymes, voir Goldberg.
Anatolii Assirovitch Goldberg (russe : Анатолий Асирович Гольдберг, ukrainien : Анатолій Асірович Гольдберг, hébreu : אנטולי גולדברג, né le 2 avril 1930 à Kiev et mort le 11 octobre 2008 à Netanya) est un mathématicien ukrainien soviétique et israélien travaillant en analyse complexe.

## Formation et carrière
Goldberg a obtenu son doctorat en 1955 à l'université de Lviv sous la direction de Lev Volkovyski, avec une thèse intitulée Some Problems of Distribution of Values of Meromorphic Functions. Il a travaillé comme docent à l'université d'Oujhorod (en) (1955 - 1963), puis à l'université de Lvov (1963 - 1997), où il est devenu professeur ordinaire en 1965, et à l'université Bar-Ilan (1997-2008). Goldberg, conjointement avec I.V. Ostrovskii et B.Ya. Levin, a reçu le prix d'État de l'Ukraine en 1992.

## Travaux
Son principal domaine de recherche était la théorie des fonctions entières et méromorphes.
Parmi ses principales réalisations figurent :
- construction de fonctions méromorphes avec une infinité de valeurs déficientes,
- solution du problème inverse de la théorie de Nevanlinna pour un nombre fini de valeurs déficientes,
- développement de l'intégrale par rapport à une mesure semi-additive.

Il est l'auteur d'un livre Goldberg & Ostrovskii (2008) et de plus de 150 articles de recherche.
Plusieurs choses portent son nom: les exemples de Goldberg, les constantes de Goldberg et la conjecture de Goldberg,. 

## Sélection de publications
- (ru) A. A. Goldberg et I. V. Ostrovskii, Distribution of values of meromorphic functions, Moscou, Nauka, 1970 (MR 0280720), translated as (en) A. A. Goldberg et I. V. Ostrovskii, Distribution of values of meromorphic functions, Providence, RI, Amer. Math. Soc., 2008, 488 p. (ISBN 978-0-8218-4265-2, MR 2435270, lire en ligne)